# Dactylorhiza praetermissa
Dactylorhiza praetermissa är en orkidéart som först beskrevs av George Claridge Druce, och fick sitt nu gällande namn av Károly Rezsö Soó von Bere. Dactylorhiza praetermissa ingår i Handnyckelsläktet som ingår i familjen orkidéer.

## Underarter
Arten delas in i följande underarter:
- D. p. osiliensis
- D. p. praetermissa
- D. p. junialis

## Bildgalleri

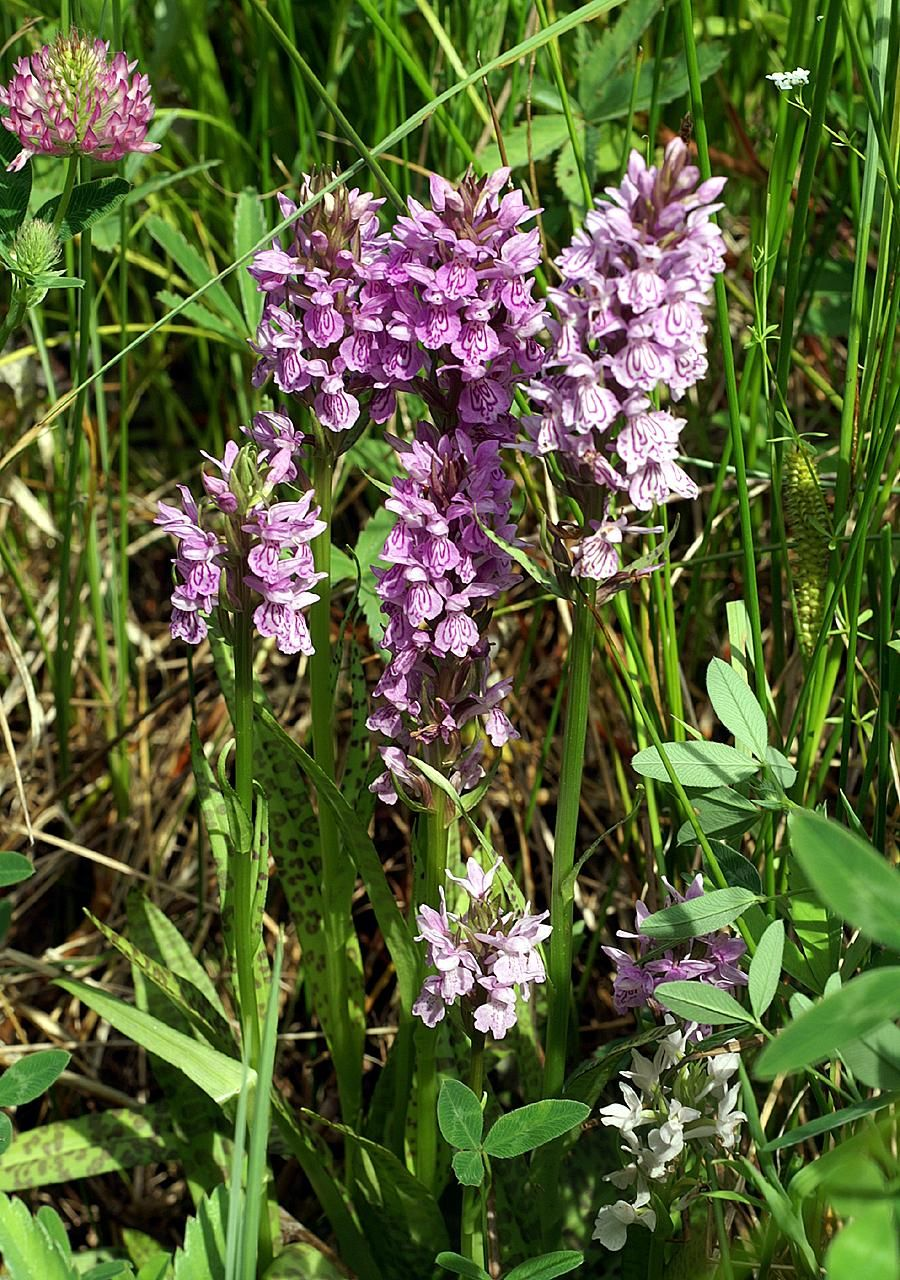
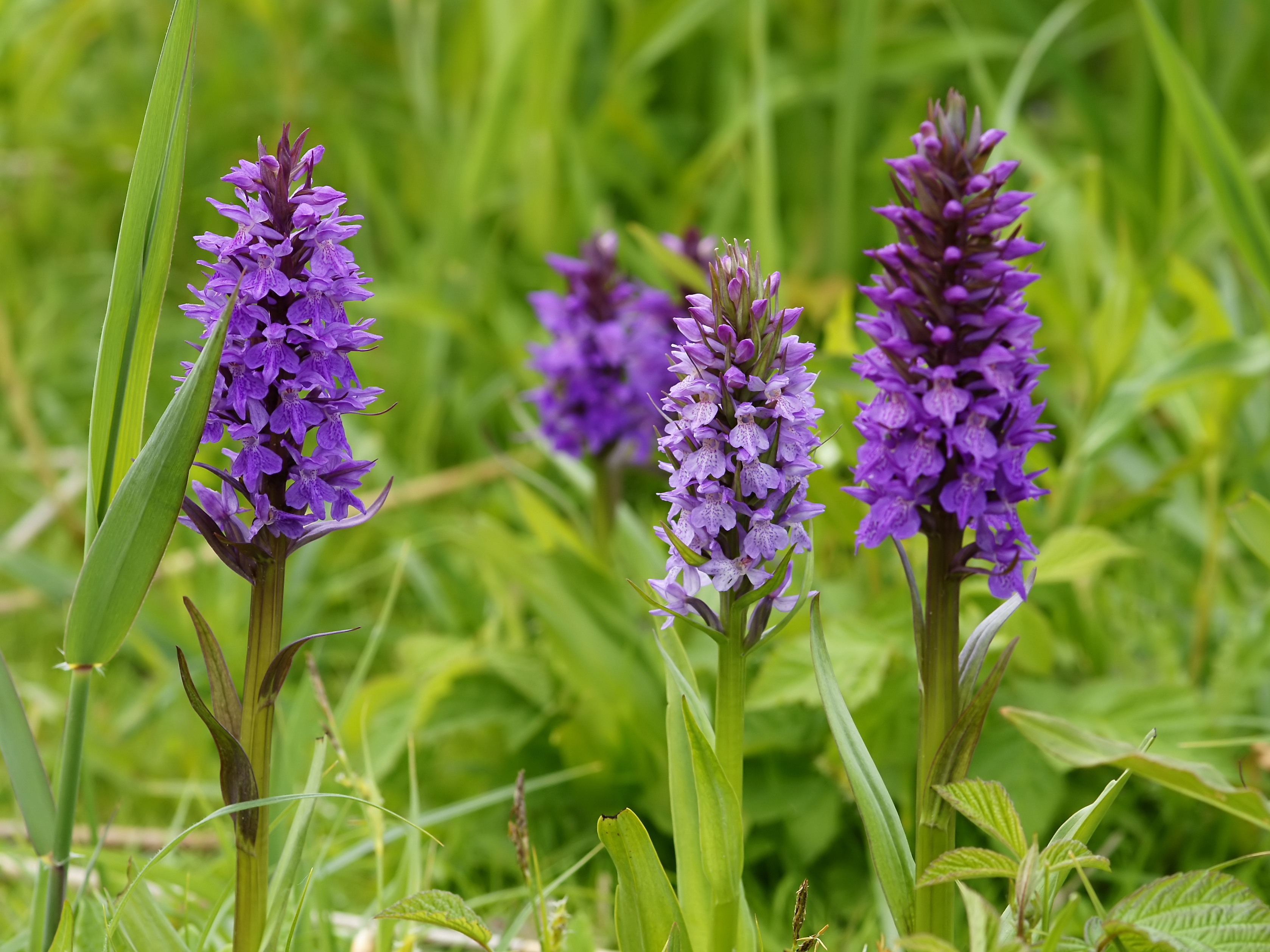
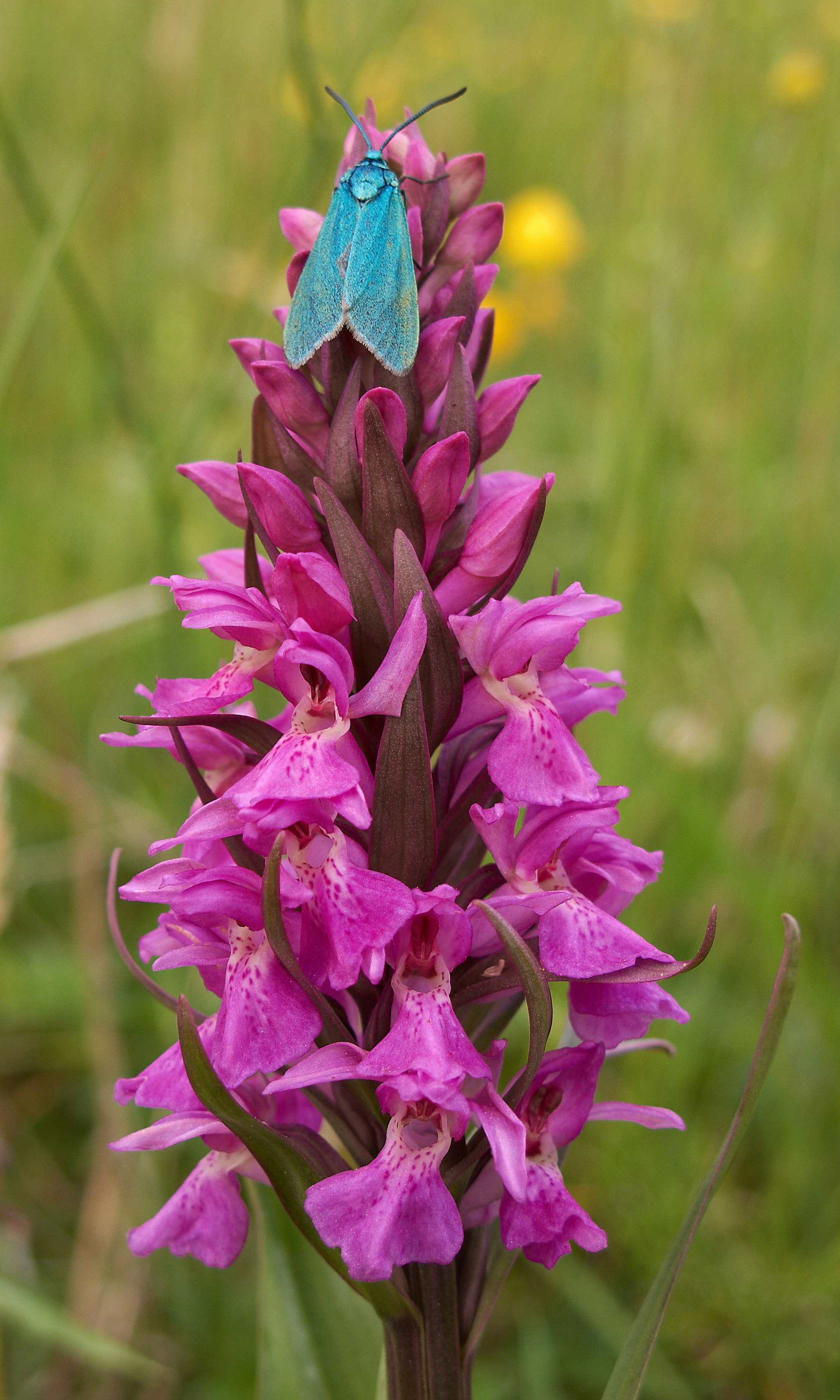
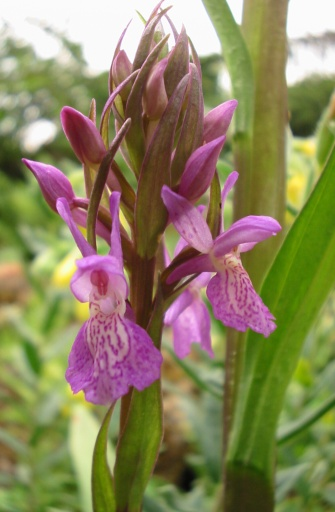
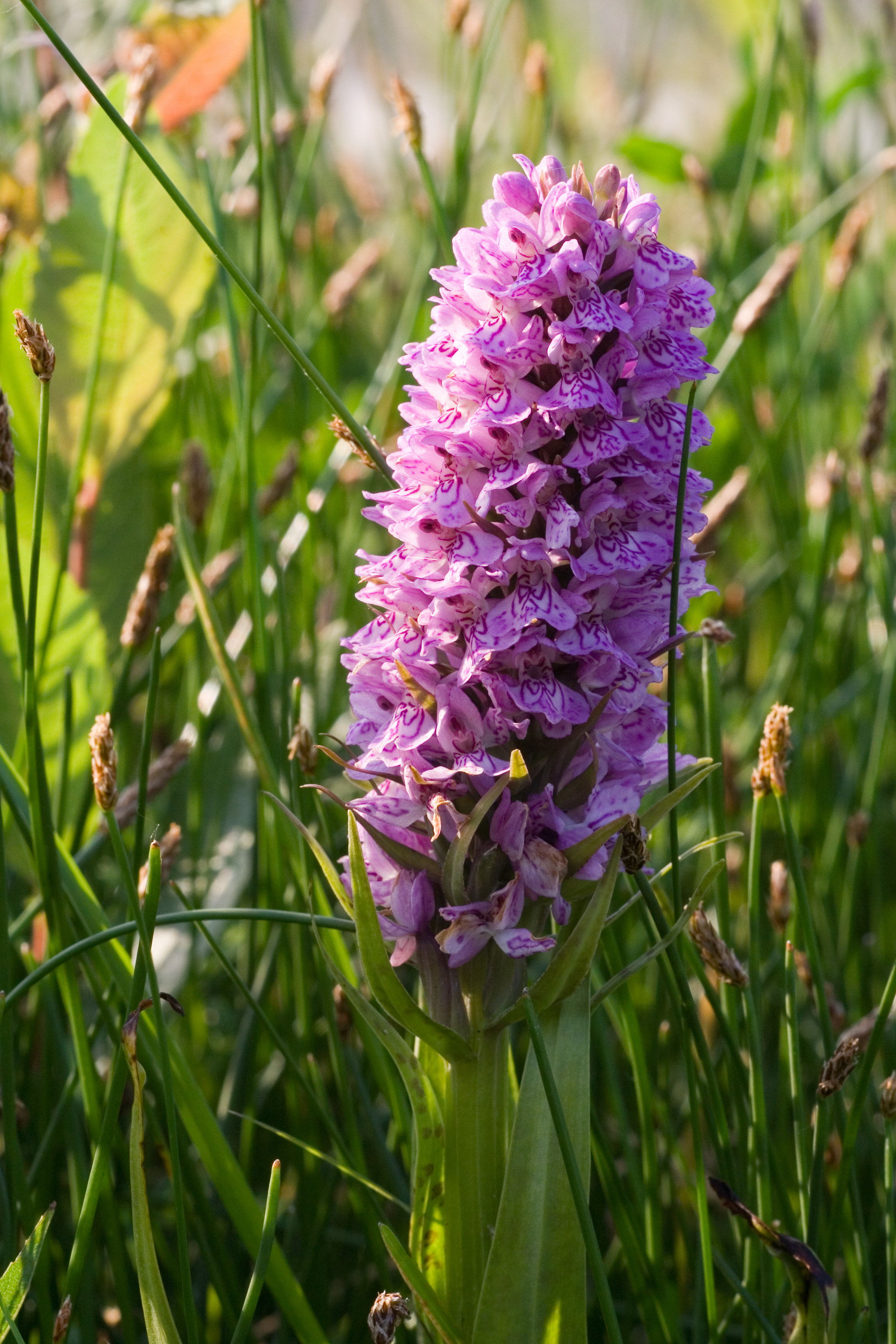
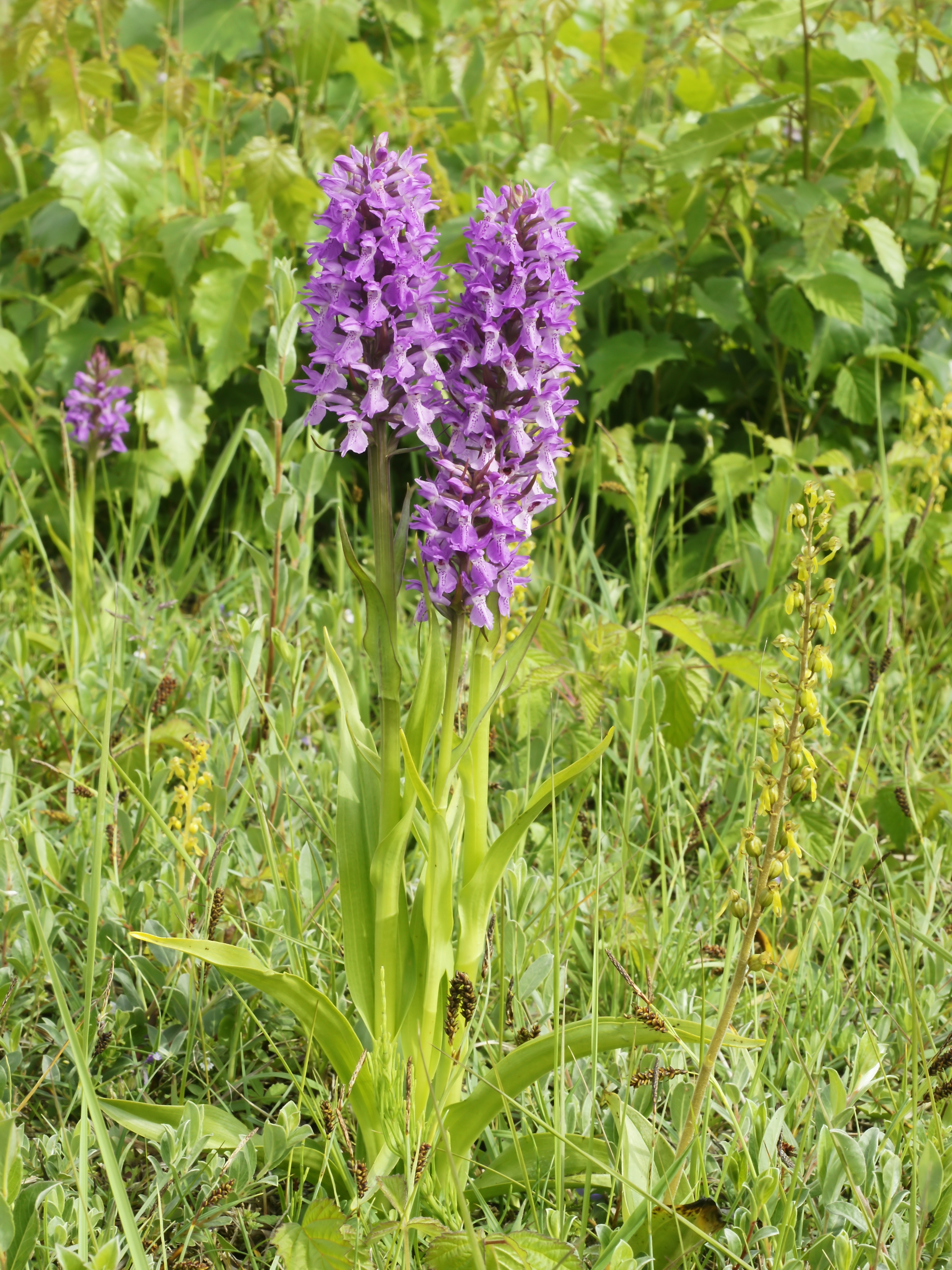